# Комісія проти Едіт Крессон
Комісія проти Едіт Крессон (2006) C-432/04 — справа Суду Справедливости, що стосується конституційних рамок Європейської Унії.

## Суть
Пані Едіт Крессон була притягнута до Суду Справедливості Європейською комісією за те, що вона надала своєму другові Бертело, стоматологу-хірургу, роль політичного радника, призначивши його запрошеним науковцем на два з половиною роки. Це суперечило максимальній тривалості, яка становила 24 місяці для запрошених науковців. Це було визнано порушенням статті 213 Договору про ЄС (нині стаття 245 Договору про функціонування Європейського Союзу), згідно з якою члени Комісії повинні були дотримуватися зобов'язань, що випливають з їхніх посадових обов'язків.

## Судове рішення
Суд у повному складі постановив, що пані Крессон порушила свої зобов'язання згідно з Договорами.